# On Her Majesty's Secret Service
On Her Majesty's Secret Service (Agent 007 i Hendes Majestæts hemmelige tjeneste) er en britisk actionfilm fra 1969. Filmen er den sjette i EON Productions serie om den hemmelige agent James Bond, der blev skabt af Ian Fleming. Den er baseret på Flemings roman On Her Majesty's Secret Service fra 1963, som den følger forholdsvis tæt.
Det havde tidligere været på tale at filmatisere On Her Majesty's Secret Service, men manglende sne i Alperne og muligheden for at indspille Thunderball havde udskudt den. Nu stod den så for tur, men man manglede en James Bond, for Sean Connery ville ikke være med mere. I stedet faldt valget på George Lazenby, der ellers kun havde sporadisk erfaring som skuespiller. Filmen blev den eneste med George Lazenby som James Bond, da hans agent overbeviste ham om, at hemmelige agenter ville være forældede i 1970'erne.
En væsentlig del af filmen foregår i Schweiz, hvor der også fandt mange udendørs optagelser sted. Blofelds hovedkvarter Piz Gloria var således en restaurant under opbygning på toppen af Schilthorn. Stedet er i dag en velbesøgt restaurant, der roterer 360 grader rundt på tre kvarter, så gæsterne kan se over 200 bjergtoppe, mens de spiser. Derudover er der blandt andet en udsigtsplatform og en udstilling om filmen.

## Plot
Efter pistolløbssekvensen i starten går Bond på jagt efter Blofeld og SPECTRE, da han undervejs i Frankrig støder på pigen Tracy Draco og hendes far gangsterchefen Marc-Ange Draco. Marc-Ange hjælper Bond på sporet af Blofeld, som har søgt om retten til en grevetitel. Under dække af at være repræsentant for ordenskapitlet sendes Bond til Schweiz for at se på hvilke uhyrligheder, Blofeld denne gang har gang i.

## Medvirkende
- George Lazenby – James Bond
- Telly Savalas – Ernst Stavro Blofeld
- Diana Rigg – Tracy
- Ilse Steppat – Irma Bunt
- Gabriele Ferzetti – Marc-Ange Draco
- George Baker – Sir Hilary Bray
- Bernard Horsfall – Campbell
- Yuri Borionko – Grunther
- Bernard Lee – M
- Desmond Llewelyn – Q
- Lois Maxwell – Miss Moneypenny